# 箕島対星稜延長18回
箕島対星稜延長18回（みのしまたいせいりょうえんちょう18かい）は、1979年8月16日に阪神甲子園球場で行われた第61回全国高等学校野球選手権大会の3回戦における和歌山代表・和歌山県立箕島高等学校（以下、箕島高校、箕島）対石川代表・星稜高等学校（以下、星稜高校、星稜）の試合を指す。
延長18回、試合時間は3時間50分の熱戦で、劇的な試合展開故のテレビ中継における視聴率の高さや関連する書籍も多く、高校野球史上最高の試合とされる。

## 概要
箕島はこの年春の第51回選抜高等学校野球大会で優勝しており史上3校目、公立高校としては初の春夏連覇がかかっていた。戦力も石井毅－嶋田宗彦のバッテリーに箕島自慢の機動力を生かした打線が充実。対する星稜も、エースの堅田外司昭に音重鎮らの打線が充実していた。この試合に勝利した箕島はそのまま同大会を制覇。その箕島を最も苦しめた星稜はその健闘ぶりが逆照射的に認識されることとなった。

## 試合

### 試合経過
先攻星稜、後攻箕島で16時06分試合開始。
| イニング | 両軍得点     | 内容 |
| -------- | ------------ | --- |
| 1回表    | 箕 0 - 0 星  | 先頭の加藤が安打で出て送るが後続が凡退で無得点。 |
| 1回裏    | 箕 0 - 0 星  | 二死から上野山の二塁打が出るが無得点。 |
| 2回表    | 箕 0 - 0 星  | 三者凡退。 |
| 2回裏    | 箕 0 - 0 星  | 三者凡退。 |
| 3回表    | 箕 0 - 0 星  | 三者凡退。 |
| 3回裏    | 箕 0 - 0 星  | 二死から嶋田が安打で出て盗塁で二塁まで進むが無得点。 |
| 4回表    | 箕 0 - 1 星  | 一死後、北安博が安打で出て、続く川井のヒットエンドランで一塁走者・北が三塁へ。川井も盗塁で二塁へ。堅田の適時打で星稜が1点を先制。後続は凡退。 |
| 4回裏    | 箕 1 - 1 星  | 先頭の上野山が安打で出塁。北野の送りバントが失敗するが、上野敬三のヒットエンドランで一塁走者・北野が三塁へ。森川の適時打で箕島が1-1の同点に追いつく。さらに遊撃ゴロの間に上野、森川が進塁し、四球で満塁とするが逆転はならず。 |
| 5回表    | 箕 1 - 1 星  | 三者凡退。 |
| 5回裏    | 箕 1 - 1 星  | 一死後、四球で出塁するも無得点。 |
| 6回表    | 箕 1 - 1 星  | 三者凡退。 |
| 6回裏    | 箕 1 - 1 星  | 先頭から連続四死球で走者を貯めるが、送りバント失敗、その後中堅手への飛球の間に二塁走者・森川がタッチアップで三塁へ、一塁走者・久保も盗塁で二塁に進むが無得点。 |
| 7回表    | 箕 1 - 1 星  | 一死後、音、山下の連打でつなぐが、二塁走者・音が牽制で刺され、一塁走者・山下は盗塁で二塁に進むが三塁への盗塁失敗で結局三人で攻撃を終える。 |
| 7回裏    | 箕 1 - 1 星  | 一番からの好打順も三者凡退。 |
| 8回表    | 箕 1 - 1 星  | 三者凡退。 |
| 8回裏    | 箕 1 - 1 星  | 三者凡退。 |
| 9回表    | 箕 1 - 1 星  | 二死から川井が安打で出塁するが盗塁失敗。 |
| 9回裏    | 箕 1 - 1 星  | 先頭が遊撃手の失策で出塁するが盗塁失敗。続く浦野が安打で出て投手ゴロの間に二塁に進むが無得点。 |
| 10回表   | 箕 1 - 1 星  | 二死から山下が安打で出塁するも無得点。 |
| 10回裏   | 箕 1 - 1 星  | 先頭の宮本が安打で出塁するも連続フライで二死、宮本の盗塁失敗で三者凡退。 |
| 11回表   | 箕 1 - 1 星  | 一死後加藤の安打、一死後北の安打も無得点。 |
| 11回裏   | 箕 1 - 1 星  | 三者凡退。 |
| 12回表   | 箕 1 - 2 星  | 一死後、音の安打と四球で走者を貯めると、続く石黒の二塁ゴロを二塁手・上野山がトンネル、その間に走者が還り星稜が勝ち越し。尚も一死一・三塁で打者若狭の時スクイズを仕掛けるが失敗し三塁走者・山下がタッチアウト、若狭も三振でチェンジ。 |
| 12回裏   | 箕 2 - 2 星  | 簡単に二死。続く嶋田は打席に入る前、尾藤公監督に「ホームラン、狙っていいですか？ホームラン、狙ってきます！」と言い、カウント1-0から左翼ラッキーゾーンへの同点本塁打を放ち、箕島が土壇場で同点に追いつく。 |
| 13回表   | 箕 2 - 2 星  | 二死から北、川井の連打でつなぐが、続く堅田の打球を二塁手・上野山の好送球で無得点。 |
| 13回裏   | 箕 2 - 2 星  | 三者凡退。 |
| 14回表   | 箕 2 - 2 星  | 三者凡退。 |
| 14回裏   | 箕 2 - 2 星  | 先頭の森川が安打で出塁後、送りバントで二塁に進む。その後ディレイドスチールで三塁へ。絶好のサヨナラのチャンスとなったが、三塁手・若狭の隠し球で刺され無得点。 |
| 15回表   | 箕 2 - 2 星  | 先頭の若狭が安打で出塁するが、送りバント失敗と遊撃ゴロ併殺打で無得点。 |
| 15回裏   | 箕 2 - 2 星  | 先頭の石井が安打で出塁し、一死後犠打で二塁に進めるが無得点。 |
| 16回表   | 箕 2 - 3 星  | 一死後、死球と堅田の安打で走者を貯め、その後投手ゴロで一塁走者・堅田がアウトとなるが、山下の適時打で星稜が勝ち越し。 |
| 16回裏   | 箕 3 - 3 星  | 簡単に二死。続く森川の打球は一塁ファウルグラウンドへ高く打ち上がり、試合終了かと思われたが、一塁手・加藤のスパイクがこの年から敷かれた人工芝の縁に引っかかり転倒したため捕れず（このプレーは「世紀の落球」とも呼ばれる）。これにより命拾いした森川は、カウント2-1から左中間スタンドへ同点本塁打を放つ。実況を担当していたNHKの内藤勝人アナウンサーは「奇跡としか言いようがありません。」と、朝日放送の植草貞夫アナウンサーは「甲子園球場に奇跡は生きています!」との言葉を発した。 |
| 17回表   | 箕 3 - 3 星  | 三者凡退。 |
| 17回裏   | 箕 3 - 3 星  | 三者凡退。 |
| 18回表   | 箕 3 - 3 星  | 一死後川井、堅田の連打でつなぎ、その後も山下の安打で満塁とするが無得点。この時点で星稜の勝ちはなくなり、負けるか引き分けるかのどちらかになった。 |
| 18回裏   | 箕 4x - 3 星 | 先頭の辻内が四球で出塁し、一死後北野も四球で出塁。続く上野の適時打で二塁走者・辻内がヘッドスライディングで生還。箕島がサヨナラ勝ち。試合時間3時間50分、19時56分試合終了。 |

### スコア
|      | 1 | 2 | 3 | 4 | 5 | 6 | 7 | 8 | 9 | 10 | 11 | 12 | 13 | 14 | 15 | 16 | 17 | 18 | R | H  | E |
| ---- | - | - | - | - | - | - | - | - | - | -- | -- | -- | -- | -- | -- | -- | -- | -- | - | -- | - |
| 星稜 | 0 | 0 | 0 | 1 | 0 | 0 | 0 | 0 | 0 | 0  | 0  | 1  | 0  | 0  | 0  | 1  | 0  | 0  | 3 | 19 | 1 |
| 箕島 | 0 | 0 | 0 | 1 | 0 | 0 | 0 | 0 | 0 | 0  | 0  | 1  | 0  | 0  | 0  | 1  | 0  | 1x | 4 | 12 | 1 |

1. （星）：堅田 - 川井
2. （箕）：石井 - 嶋田
3. 本塁打
（箕）：嶋田、森川
4. 審判
［球審］永野
［塁審］小林・木嶋・達摩
［外審］片岡・橋本
5. 試合時間：3時間50分

### 出場選手
| 星稜 | 星稜 | 星稜              |
| 打順 | 守備 | 選手              |
| ---- | ---- | ----------------- |
| 1    | [一] | 加藤直樹（3年）   |
| 2    | [左] | 金戸浩（2年）     |
| 3    | [遊] | 北安博（3年）     |
| 4    | [捕] | 川井直之（2年）   |
| 5    | [投] | 堅田外司昭（3年） |
| 6    | [右] | 音重鎮（1年）     |
|      | 二   | 高桑充裕（1年）   |
| 7    | [中] | 山下靖（3年）     |
| 8    | [二] | 石黒豊（2年）     |
|      | 打右 | 久木晃（2年）     |
| 9    | [三] | 若狭徹（2年）     |

| 箕島 | 箕島 | 箕島              |
| 打順 | 守備 | 選手              |
| ---- | ---- | ----------------- |
| 1    | [捕] | 嶋田宗彦（3年）   |
| 2    | [左] | 宮本貴美久（2年） |
|      | 打   | 辻内崇志（2年）   |
| 3    | [二] | 上野山善久（3年） |
| 4    | [一] | 北野敏史（3年）   |
| 5    | [遊] | 上野敬三（3年）   |
| 6    | [中] | 森川康弘（2年）   |
| 7    | [右] | 久保元司（3年）   |
| 8    | [三] | 榎本真治（3年）   |
|      | 打   | 石橋延浩（3年）   |
|      | 三   | 浦野泰之（3年）   |
| 9    | [投] | 石井毅（3年）     |

### 投手成績
| 投手               | 投球回 | 打者 | 投球数 | 被安打 | 奪三振 | 与四死 | 自責点 |
| ------------------ | ------ | ---- | ------ | ------ | ------ | ------ | ------ |
| 堅田外司昭（星稜） | 17.1   | 68   | 208    | 12     | 4      | 6      | 4      |
| 石井毅（箕島）     | 18     | 71   | 257    | 19     | 16     | 2      | 2      |

## 当時の報道
翌日の新聞は、この試合を大きく取り上げ、「試合展開は、いまだ見聞きしたことのない大試合ともいえた」（朝日新聞）「カクテル光線に照らされて筋書きのない、それでいてものすごい迫力のあるドラマ」（読売新聞）「すさまじい迫力に満ちた試合」（毎日新聞）と試合を讃えた。朝日新聞は、運動面とともに社会面でもこの試合を取り上げ「第四試合の星稜ー箕島戦は延長十八回、奇跡につぐ奇跡が続き、甲子園球場を埋めた三万四千余の観衆が目を疑う劇的な死闘となった」、全国区レベルの注目度であることを伝えた。
星稜の地元の地方紙の北國新聞は17日の朝刊では一面トップのほか、運動面では10面、11面にまたがって、そして社会面では、甲子園に乗り込んだ応援団の様子や、地元石川県での県民の応援ぶりを伝えた。

## 試合の評価
- 冒頭で記したとおり、この試合は高校野球史上最高の試合とされる。その理由としては以下のような事が挙げられる。
  - 延長戦に入り箕島が失点した回の裏（12回、16回）、ともに二死無走者という土壇場から本塁打により同点とした。
  - 引き分け寸前の延長18回にサヨナラゲームで決着がついた（この試合以外の延長18回は全て引き分け再試合が適用されている）。仮に、延長18回引き分け・再試合となった場合、この翌日の第1試合・8時半開始に組み込むことが場内にアナウンスされていた。
  - 12回裏は、最後の打者が打席に向かう前に監督に対して「ホームラン、狙っていいですか？ホームラン、狙ってきます！」と発言した後に本塁打を放っている。
  - 16回裏二死後に打席に入った打者は、一旦は完全に打ち取られた打球を放ってしまい試合終了かと思われたときに、星稜の一塁手がつまずき転倒したため命拾いをし、その直後に飛び出した自身初の本塁打であった（それまでこの打者は練習試合も含め、本塁打を打った経験がなかった）。
  - 星稜の一塁手転倒の原因となった人工芝はこの年から敷設されたものであった。
  - 星稜も12回表の攻撃でスクイズを失敗した三塁手が、14回裏一死一・三塁のサヨナラのピンチに守備で借りを返す隠し球を成功させている。
- 作詞家で作家の阿久悠はこの試合に感銘を受け、「最高試合」という詩をスポーツ紙に投稿した。同じく作家の山際淳司は、「八月のカクテル光線」という短篇（『スローカーブを、もう一球』に収録）を書き上げている。他にも、『一生分の夏 いつも胸に甲子園があった』（作家・山岡淳一郎の短編「黄金のスコアブック」を収録）、松下茂典（星稜高校出身）の『神様が創った試合―山下・星稜VS尾藤・箕島延長18回の真実』、朝日新聞社『奇跡の甲子園』（『審判は見た、「奇跡の試合」。受け継がれる選手への思いやり。』を収録）など、この試合に関する書籍がある。
- 両校は1994年11月26日和歌山県営紀三井寺野球場で「再試合」と銘打って交流戦を始めた。
  - その後10年ごとに再試合が行われ、2004年11月13日には石川県立野球場で開催された。結果は18対11で星稜が勝ち、対戦成績を1勝1敗とした。
  - 2004年11月13日の試合では病気療養中の尾藤監督、当時プロ野球コーチであった嶋田（箕島）と音（星稜）が欠席した。当時甲子園で両校のプラカードを持っていた女性2人も参加した。当時星稜の一塁手加藤は延長16回裏の人工芝に躓いた（つまづいた）シーンを再現すべく手作りの人工芝型のマットを持参して一塁側のフェアグランドとファウルグランドの間で自身が躓いたと思われる位置に置き、関係者の笑いを誘った。
  - 2007年11月18日には、箕島高校創立100周年記念事業の一環として、現役部員同士による箕島-星稜戦が、マツゲン有田球場で行われ、19対6で星稜高校が勝利した。
  - 再々々試合を阪神甲子園球場で行おうという声も出ていた中、2010年9月23日に「甲子園歴史館開館記念大会」として、実に31年ぶりに甲子園での再戦が実現し、雨天の中熱戦が繰り広げられた。試合は星稜が17対13で勝った。車いすで参加した尾藤監督は「ベンチから見た甲子園は、故郷の光景でした」と涙を浮かべた。
  - しかし尾藤監督は翌2011年3月6日、膀胱癌により68歳で病死。3日後の3月9日に営まれた葬儀では、星稜高校・山下智茂前監督が参列し男泣きしながら弔辞を読み、最後は山下前監督らの手によって尾藤の棺を運んでいた[11]。
- この試合に星稜の控え選手でベンチ入りし、途中出場を果たした高桑充裕は、後に根上町（現・能美市）の教育委員会職員・中学校教諭の地方公務員となり、教員兼野球部監督として、後に母校の後輩となる松井秀喜に対して、基礎から教え、厳しく鍛え上げ、松井に対し大リーガーに成長する基礎を植え付けた。なお、高桑は現在は人事異動で教職員ではなくなったものの、能美市職員として引き続き勤務している。その松井が国民栄誉賞を受賞した2013年の第95回全国高等学校野球選手権大会に、箕島と星稜がともに出場を果たした。箕島は当時監督であった尾藤公の長男・強が監督を務め、対する星稜は、ファウルフライを追い人工芝に足を取られて転倒した加藤の長男である峻平が背番号10でベンチ入りした。多くのファンが「34年ぶりの再戦」を期待したが、両校ともに初戦敗退を喫した。なお加藤は代打で途中出場しセンター前ヒットを放った後の守備で、かつて父が守ったファーストの守備位置に付いた。
- 箕島は宮崎国体でも優勝候補に挙がっていたが、接近してきた台風の影響で競技が中止となり、春夏甲子園制覇と国体制覇の3冠達成が潰えた。後にこの偉業は1998年に松坂大輔らを擁する横浜高等学校が達成する。2010年に興南高校も3冠達成の期待が寄せられていたが、天候不良で大会が中断してしまい、3冠達成にならなかったが、日本高野連は10月3日付で、天候不良で中止となった国体に出場していた箕島も優勝扱いとする見解を発表したため、箕島が史上初の3冠達成となった。
- 箕島は、この1979年の春夏連覇後に100人もの新入部員を迎えた。これに驚いた尾藤監督は、大阪府の北陽高校野球部の当時監督だった松岡英孝に練習方法を尋ねた。その年の第62回全国高等学校野球選手権大会にも出場。ベスト8まで進出するも愛甲猛擁する横浜高校に敗退した[注 1]。
- 16回裏に本塁打を放った森川は、その試合後本塁打を打つことを狙い過ぎて打撃フォームを崩し、最終的に打順が8番まで下がった。箕島高校卒業後も復調することはなかった。
- NHKが、1979年の甲子園の後の箕島、星稜ナインを題材にしたドキュメンタリー番組を制作した。

1. 『にんげんドキュメント』 - 「球児たちの延長戦 25年目の星稜対箕島」（2004年12月10日放送）
2. 『NHKアーカイブス』（2009年8月1日放送） - 番組では当時の試合映像と、上記2004年放送の番組を再放送し、新たな映像として試合から30年後の両校ナインの姿を紹介した。

- 全国高等学校野球選手権大会のテレビ放送では、夏の大会の名勝負名場面として、試合と試合の間にこの試合が度々紹介されている。
- この試合の前後年には、1958年魚津対徳島商延長18回引き分け再試合、1973年江川卓雨中押し出しサヨナラ四球、1992年明徳義塾高校が対星稜高校戦における松井秀喜5打席連続敬遠など、8月16日に行われた球史に残る試合を『8・16現象』と言われている。

### プロまたは社会人野球に進んだ主な選手

#### 箕島高校
- 石井毅－嶋田宗彦のバッテリーは揃って住友金属に進み、第53回都市対抗野球大会で優勝を経験した。嶋田はその後ロサンゼルス五輪で優勝、阪神タイガースでも日本シリーズ優勝を経験した。石井は住友金属のあと西武ライオンズに入団、6年間プレーした。
- 上野敬三は、この1979年秋に行われたプロ野球ドラフト会議で読売ジャイアンツ（巨人）に4位指名され入団したが、2年後に退団している。
- 上野山善久(同志社大 - 電電近畿）
- 北野敏史（松下電器）
- 森川康弘（三菱自動車水島）
- 久保元司（東芝府中）

#### 星稜高校
- 音重鎮は名古屋商科大学、新日本製鐵名古屋を経て1988年に中日ドラゴンズに入団、中日と広島東洋カープで長く主力として活躍した。
- 堅田外司昭は社会人野球の松下電器に入り、現役引退後は野球部マネージャー、高校野球審判員。2003年から2021年まで甲子園でも審判を務めていた。
- 北安博はこの1979年のプロ野球ドラフト会議で横浜大洋ホエールズに4位で指名され入団、プロ野球で9年間プレーした。
- 若狭徹は1981年にドラフト外で中日に入団、3年後に引退して球団職員に転じている。
- 加藤直樹は北陸銀行へ進むが半年で退部した。
- 川井直之は神戸製鋼でプレーした。

## テレビ中継について
| テレビ局 | 実況アナウンサー | 解説     |
| -------- | ---------------- | -------- |
| NHK      | 内藤勝人         | 篠原一豊 |
| 朝日放送 | 植草貞夫         | 渡辺元   |

この試合は第4試合ということもあってNHKが試合開始から18時（JST、以下同じ）まで総合テレビ、18時から試合終了まで教育テレビ、というリレー中継を実施したが、教育テレビ放映時間における視聴率は白熱した試合だったことも手伝って29.4%（ビデオリサーチ関東）を記録、この数字はNHK教育テレビ歴代最高記録として、2021年現在も破られていない。NHKによる箕島 対 星稜戦の中継放送を完全収録したVTRテープは、1987年時点では現存していたようで、衛星第1テレビで1987年の歳末スペシャルとして『思い出の名勝負』と題する、日本のスポーツの名勝負特集番組を組んだ際、1987年12月29日の第3夜（19:45 - 22:00）にこの箕島 対 星稜戦を完全再放送した。なおNHKラジオ第1放送の実況は佐藤隆輔アナウンサーが担当。
一方、並列中継した朝日放送(ABC)は18時台にニュースを、19時台に全国ネット番組を放送しなければならないため、ローカルニュース枠を利用して延長をしたものの生中継を打ち切らざるを得なかったが、実況担当の植草は深夜の『高校野球ハイライト』（『熱闘甲子園』の前身）用に試合終了まで実況を続けた（ABCラジオは試合終了まで生中継。実況は因田宏紀アナウンサーが担当）。
箕島の地元・和歌山県のテレビ和歌山（WTV）でもABCの中継をネットしていたが、17時45分からの『生活メモ』およびそれに続く『ニュース』枠（17:50-18:00　読売新聞東京本社が日本テレビ放送網に委託製作した『読売新聞ニュース』・続いて18:00-18:10の『WTVニュース』）を放送するために生中継は打ち切られた。その後の番組（18:10-18:30は天気予報などのミニ番組各種、18:30より『超人バロム・1』の再放送、19時以降は東京12ch（現・テレビ東京）の各番組）の中で中継を再開したかは不明（ただし上記の『高校野球ハイライト』を翌日早朝に時差放映）。
星稜の地元・石川県では当時ANN加盟局が存在しなかったため、ABCの中継がネットされたかどうかは不明である（当時の石川県での放送形態は決勝戦を北陸放送(MRO)がネットしていたことのみ判明している）。

## その他
- 翌1980年の和歌山県予選大会準決勝戦でも箕島は、熊野高校を相手に取られては取り返す同様の死闘を展開し、延長15回の末2対3でサヨナラ勝ちを果たしている。
- 39年後の2018年夏に開催された第100回全国高等学校野球選手権記念大会では、同年8月6日の甲子園レジェンド始球式に石井毅が登場。そのエスコート役に、当日第一試合で球審を務める堅田外司昭と参加し、始球式終了後の元両エースは笑顔で握手を交わしていた[14]。